# Partido Republicano de Puerto Rico
El Partido Republicano de Puerto Rico es el capítulo local del Partido Republicano de los Estados Unidos en Puerto Rico, el cual apoya la estadidad (estado federado) para Puerto Rico. La comisionada residente Jenniffer González es su presidenta y la sede se encuentra en la ciudad de San Juan, Puerto Rico. Los comisionados nacionales son el exgobernador Luis Fortuño y la empresaria Zoraida Fonalledas.